# Henry Dérieux
Henry Dérieux est un poète français, né le 15 avril 1891 au château du Passage en Isère (France) et mort le 23 octobre 1941 à Cannes.

## Biographie
L’Académie française lui décerne le prix Caroline-Jouffroy-Renault en 1936 pour son ouvrage Face à face.
Il n'a jamais pu se rétablir des blessures reçues en 1917, lors de la Première Guerre mondiale. Son œuvre transmet les doutes et l'espérance d’une personne confrontée à la souffrance et à la mort, avec foi et stoïcisme, affrontant Dieu, dressé contre et avec lui, comme l’indique le titre de son ouvrage Face à face. D'esprit classique et romantique, adepte de l’alexandrin, Henry Dérieux reste un des critiques littéraires et poètes les plus marquants de la première moitié du XXe siècle.
Il entretient une correspondance avec Paul Claudel, avec qui il entretient une admiration réciproque.
Son fils, Roger Dérieux devient peintre et conserve un amour pour l’univers du livre et produit une quarantaine de livres d’artistes.

## Œuvres

### Poésie
- Le Sable d'or, "L'Art Libre", Lyon, 1910
- Le Regard derrière l'épaule, Bernard Grasset, Paris, 1912
- En ces jours déchirants (préface d'Henry Bataille), Payot, 1917
- Le Livre d'heures de la guerre, Le Divan et Georges Crès, 1918
- L'Élégie aux saisons (bois de Pierre Deval), Éditions Marcelle Lasage, 1927
- Le Regard sur le monde, Les Marges, Paris 1934
- Face à Face, Mercure de France, Paris, 1935
- Heureux qui comme Ulysse, Mercure de France, 1937
- À Gabriele d'Annunzio, Éditions des Iles de Lérins, Nice, 1937
- Sur un thème de Jean Cocteau (avec Henri de Lescoët et Jean Cocteau), éd. des Îles de Lérins, 1938
- Sur le versant du monde, Mercure de France, 1938
- Printemps perdu, Éd. des Iles de Lérins, 1941 (publication posthume)
- Les Dix-neuf versets du Credo (parus en revue, Mercure de France du 1er août 1948, publication posthume)

### Prose
- Gilbert de Voisins (Essai), Le DIvan, Paris, 1913
- Baudelaire (Trois essais), Nouvelle Librairie Littéraire, Bâle, 1917
- La Belle et la Bête (Roman), "Les Œuvres Libres", Fayard, 1927
- La Poésie française contemporaine (1885-1935), Mercure de France, 1935
- Lamartine raconté par ceux qui l'ont vu, Stock, 1938
- Roses de Jéricho, Souvenirs d'enfance (Présentation de Bernard-P. Robert), Revue de l'Université d'Ottawa, octobre-décembre 1968 (publication posthume)

## Pour approfondir